# Arcidiecéze Arcadiopolis v Evropě
Arcidiecéze Arcadiopolis v Evropě je titulární arcibiskupské sídlo římskokatolické církve.

## Historie
Arcadiopolis, který odpovídá dnešnímu Lüleburgazu, bylo církevní sídlo v římské provincii Europa (což je dnešní evropské Turecko). Bylo součástí Konstantinopolského patriarchátu.
Byla založena v 5. století (po roce 431), původně byla sufragannou arcidiecéze Hérakleia v Evropě, a později byla povýšena na autokefální arcidiecézi, jak je zřejmé z Notitia Episcopatuum, složeným za vlády císaře Herakleiose I. (asi 640). Sídlo v Notitiae se objevovalo do 14. století.
Jsou známi čtyři biskupové této arcidiecéze: Lucianus, byl přítomen roku 451 na Chalkedonském koncilu; Sabbatius se účastnil roku 553 Druhého konstantinopolského koncilu; Ioannes se zúčastnil Druhého nikajského koncilu (787); Basilius byl přítomen na Čtvrtém konstantinopolském koncilu (879), který sesadil patriarchu Fotia.
Dnes je Arcadiopolis v Evropě využíván jako titulární arcibiskupské sídlo; v současné době je bez arcibiskupa.

## Seznam biskupů
- Lucianus (zmíněn roku 451)
- Sabbatius (zmíněn roku 553)
- Ioannes (zmíněn roku 787)
- Basilius (zmíněn roku 879)

## Seznam titulárních arcibiskupů
- 1933 – 1947 Emile Yelle, P.S.S.
- 1948 – 1955 Marcel Lefebvre, C.S.Sp.
- 1955 – 1968 Auguste-Siméon Colas, M.E.P.